# Картер, Уилф
Уилф (Уилфред Артур Чарльз) Картер (англ. Wilf (Wilfred Arthur Charles) Carter, в США известен под псевдонимом Монтана Слим, англ. Montana Slim; 18 декабря 1904, Порт-Хилфорд, Новая Шотландия, Канада — 5 декабря 1996, Скотсдейл, Аризона, США) — канадский автор-исполнитель (певец и гитарист), специализировавшийся на сочинении и исполнении музыки кантри и «ковбойской музыки» и известный как один из ведущих йодлеров в этих жанрах. Делит титул «отца канадской музыки кантри» с Хэнком Сноу. Автор более чем 500 песен, выпустил свыше 40 оригинальных альбомов и сборников. Член ряда залов славы, включая Зал славы канадской музыки (1985) и Нашвиллский зал славы авторов-песенников (1971).

## Биография
Родился в 1904 году в Новой Шотландии в семье баптистского священника, где был одним из девяти детей. Когда мальчику было десять лет, отец повёл его на представление гастролирующего швейцарского йодлера, и после этого Уилф начал пытаться петь сам. Отец не одобрял мечты сына о музыкальной карьере, и в итоге тот ещё подростком ушёл из дома, чтобы начать самостоятельную жизнь.
Некоторое время выступал на Восточном побережье Канады, но к 1923 году оказался в Альберте. Вначале работал лесорубом, но затем освоил ремесло ковбоя и с 20 лет выступал в родео. Одновременно с основной работой продолжал выступать на вечеринках, а также перед туристическими группами, посещавшими Скалистые горы. В 1929 году впервые попал на прослушивание на одной из радиостанций Калгари. С первого раза попасть на радио молодому исполнителю не удалось, но год спустя он успешно прошел прослушивание на другой станции и начал выступать в передаче The Old Timers, выходившей в эфир по пятницам. У Картера быстро появились поклонники по всем центральным провинциям Канады. После своей первой станции, CFCN, он начал петь также на местной станции CFAC и на национальном радио CRBC.
Благодаря полученной известности Картеру предложили работу эстрадного исполнителя на туристических рейсах Канадской тихоокеанской железной дороги, идущих через Скалистые горы. В этом качестве он оказался настолько успешен, что руководство компании в 1933 году включило его в экипаж первого круиза на лайнере Empress of Britain. В ходе круиза Картер побывал в Монреале, где записал на местной студии две собственных песни — My Swiss Moonlight Lullaby и The Capture of Albert Johnson. К моменту, когда круиз был завершен, первая пластинка Картера уже вышла на лейбле RCA Victor. В 1934 году она стала первым в истории хитом канадского исполнителя кантри. Композиции, вошедшие в первый сингл Картера, демонстрировали влияние стиля американского певца кантри Джимми Роджерса (родоначальника стиля «блюз-йодля»). В 1933 и 1934 годах многие из созданных к тому моменту песен Картера были также выпущены в виде нот издательством Gordon V. Thompson Music с заголовками Cowboy Songs, More Cowboy Songs, New Cowboy Songs и т. д.
В 1935 году на некоторое время перебрался в Нью-Йорк, где записывал музыку и вел передачи на радиостанциях CBS. В США получил известность под псевдонимом Монтана Слим. В отличие от Канады, в США такая работа хорошо оплачивалась и уже к 1937 году позволила Картеру купить собственное ранчо в Альберте. В этот период он женился на медсестре из Пенсильвании Бобби Брайан. В течение следующих трех лет сотрудничал одновременно с CBS, NBC и CBC.
В 1940 году попал в автомобильную аварию, получил тяжелую травму спины и прервал исполнительскую карьеру на долгий срок (по разным источникам, четыре или девять лет), однако выход новых пластинок поддерживал в этот период популярность певца. Продав ранчо в Альберте и приобретя ферму в Нью-Джерси, вернулся к ведению программ на CBS и концертным выступлениям (включая турне по Австралии в 1953 году). В течение нескольких лет в выступлениях Картера участвовали также его дочери Шейла и Кэрол. В 1952 году перебрался с семьей в Орландо, где открыл фирму Wilf Carter Motor Lodge, просуществовавшую два года.
По окончании контракта с RCA Victor в 1952 году подписал новый договор с лейблом Decca, с которым работал до 1957 года. К этому моменту популярность Картера в США спала, но в Канаде она оставалась достаточно высокой, чтобы оправдывать выпуск новых песен. В итоге певец финансировал выпуск новых дисков сам, в дальнейшем продавая права на них разным лейблам, вкключая RCA. Продолжал выступать в Канаде, в том числе на Калгарийском Стампиде, где в 1979 году был гранд-маршалом.
С конца 1960-х годов объем концертных выступлений Картера сократился; собственный возраст и смерть жены в 1989 году привели к завершению музыкальной карьеры — прощальные гастроли певца (выступления в Новой Шотландии, Нью-Брансуике, Онтарио и Манитобе) состоялись в 1991 году, в возрасте 86 лет; хотя Картер планировал еще одно турне в 1993 году, оно не состоялось.
Скончался в Скотсдейле (Аризона, США) в 1996 году в возрасте 91 года. За карьеру создал более 500 песен и выпустил свыше 40 альбомов — оригинальных и сборников — на лейбле RCA и его дочерних студиях Camden и Pickwick. Картер считается одним из ведущих исполнителей-йодлеровв жанрах кантри и «ковбойской музыки» и делит с Хэнком Сноу титул «отца канадской музыки кантри». Он также оказал влияние на развитие этого жанра в Австралии. Его имя включено в списки ряда музыкальных залов славы, среди которых:
- Нашвиллский зал славы авторов-песенников (1971);
- Зал славы канадской музыки (1985);
- Канадский зал славы музыки кантри (1989);
- Канадский зал славы авторов-песенников (2007).